# Prymorsk
Prymorsk (ukrajinsky Приморськ; rusky Приморск – Primorsk) je město v Záporožské oblasti na Ukrajině. Leží na jihovýchodě oblasti jen tři kilometry od břehu Azovského moře. V roce 2013 měl Prymorsk dvanáct tisíc obyvatel. Od počátku ruské invaze na Ukrajinu je město okupováno Ruskou federací.

## Poloha
Prymorsk leží na řece Obytična ve vzdálenosti tří kilometrů od Azovského moře. V rámci Záporožské oblasti leží na jihovýchodě a od Záporoží, správního střediska oblasti, je vzdálen zhruba 180 kilometrů. Bližší významná města jsou Melitopol osmdesát kilometrů na západ a Berďansk čtyřicet kilometrů na východ.

### Doprava
Z Melitopolu k Berďansku vede přes Prymorsk dálnice M14, po které je vedena evropská silnice E58 z Vídně do Rostova na Donu.

## Dějiny
Prymorsk byl založen v roce 1800 jako Obitočne (Обіточне). V letech 1821 až 1964 se jmenoval Nohajsk (Ногайськ).
Městem se stal Nohajsk poprvé v roce 1896.
Za druhé světové války byl Nohajsk obsazen německou armádou od 6. října 1941 do 18. září 1943, kdy ho dobyla Rudá armáda. Protože mezitím ztratil status města, byl mu znovu dán v roce 1967.